# Karl Theodor Liebe

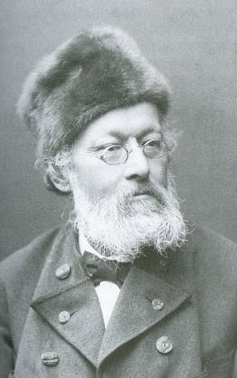
Karl Theodor Liebe (um 1886). Am 7. Juni 1886 übersandte er diese Fotografie der Leopoldina, die ihn im Vorjahr als Mitglied aufgenommen hatte, und bat zugleich „wegen der ungewöhnlichen Photographie um Entschuldigung“.

Karl Leopold Theodor Liebe (* 11. Februar 1828 in Moderwitz; † 5. Juni 1894 in Gera) war ein deutscher Geologe und Ornithologe.

## Herkunft, Ausbildung und berufliche Tätigkeit
Am 11. Februar 1828 wurde Karl Theodor Liebe in Moderwitz bei Neustadt an der Orla geboren. Die Mutter war die Tochter eines Arztes. Sein Vater war Pfarrer und sein Großvater betrieb eine Augenheilanstalt, wo er als Schüler in deren Garten Vögel beobachtete. Dadurch angeregt, besuchte er im nahen Renthendorf den dort ansässigen Pfarrer Ludwig Brehm, der als Ornithologe große Bekanntheit hatte. In der Schulzeit unternahm Liebe geologische Exkursionen in Ostthüringen und im Vogtland. Daraus entwickelte sich sein Studienwunsch für Bergbau und Geologie, den die Familie aus finanziellen Gründen jedoch nicht unterstützen konnte.
Mit 20 Jahren schloss er seine Schulzeit, zunächst in Neustadt und in Zeitz, mit dem Abitur in Weimar ab. Im Verlauf seines Studiums (1848–1852) der Theologie, Mathematik, Pädagogik und der Naturwissenschaften an der Universität Jena entwickelte sich sein Interesse für Geologie und Paläontologie weiter. In Jena promovierte er 1852 über die stratigraphische Gliederung der Zechsteinablagerungen im Orlatal. Diese Arbeit wurde 1853 unter dem Titel „Chemische und geognostische Untersuchungen über den Zechstein des Orlatales“ im Neuen Jahrbuch für Mineralogie veröffentlicht. Danach war er von 1852 bis 1855 in Hamburg als Hauptlehrer am Schleiden'schen Realgymnasium (Höhere Lehranstalt des Dr. Schleiden) tätig.
1855 nahm Liebe eine Stelle als Lehrer an der Geraer Gewerbeschule an und wurde 1860 deren Direktor. 1861 wechselte er zum Fürstlichen Gymnasium, an dem er Professor für Mathematik und Physik wurde. Nach 33-jähriger Lehrtätigkeit ließ er sich dort aufgrund seiner nachlassenden Gesundheit zum 31. März 1894 pensionieren. Zwei Monate später verstarb er. Er wurde auf dem damaligen Friedhof an der Trinitatiskirche beigesetzt.

## Wissenschaftliches Werk
Zwischen 1852 und 1867 nutzte Liebe seine freie Zeit fast vollständig zur geologischen Untersuchung Ostthüringens. Dabei gelang es ihm als ersten Geologen die Schichtenabfolgen des ostthüringischen Altpaläozoikums vollständig und in den wesentlichen Aussagen richtig zu erfassen. Seine diesbezüglichen Ergebnisse wurden 1884 publiziert. Für dieses Werk mit dem Titel „Uebersicht über den Schichtenaufbau Ostthüringens“ erlangte er internationale Anerkennung. Im Jahr 1885 wurde er zum Mitglied der Leopoldina gewählt. Es bildete die Grundlage zahlreicher Erläuterungsberichte geologischer Kartenblätter Ostthüringens, die er selbst nach jahrelanger Feldarbeit verfasste und an denen sein Schüler Ernst Zimmermann später weiter arbeitete. Es gilt als Standardwerk für die Beschreibung des Altpaläozoikums in Thüringen.
Im Jahre 1869 verhandelte die Preußische Regierung mit Vertretern der thüringischen Staaten zwecks einer abgestimmten geologischen Kartenaufnahme. Durch das Fürstentum Gera-Reuß wurde Liebe zur Bearbeitung des außerordentlich komplizierten Gebietes in Ostthüringen vorgeschlagen. Er galt als exzellenter Kartierer, dessen Methode von Fachkollegen hoch geschätzt war und jüngeren Geologen als Vorbild diente. Demzufolge arbeitete er auch seit 1878 auf Ersuchen der Sächsischen Geologischen Landesuntersuchung zusammen mit Ernst Weise an dem sächsischen Kartenblatt Plauen-Oelsnitz. Für Thüringen schuf Liebe zu Lebzeiten neun Kartenblätter im Maßstab von 1:25000 und sechs weitere wurden nach seinem Tod mit abschließender Bearbeitung von Ernst Zimmermann durch die Königlich Preussische geologische Landesanstalt veröffentlicht. Ernst Heinrich von Dechen bezeichnete die Aufnahmearbeiten im Silur und Devon um Ronneburg als ein Meisterstück tektonischer Auffassungsgabe.
Im Jahr 1882 ereignete sich in Gera ein Erdfall. Liebe untersuchte diese Erscheinung und warnte mit einer gutachterlichen Stellungnahme vor der Bebauung dieses Areals. Die Erscheinung bot ihm Anlass, einen Vortrag mit dem Titel Entstehen und Vergehen der Gipsflöze in Gera zu halten. Dabei legte er dar, dass die Instabilität des Plattendolomits (Oberer Zechstein) auf einer Auslaugung darunter liegender Gipslagerstätten beruht. Durch die leicht schräg gelagerten Flöze und die damit verbundene Mobilität von gipshaltigen Wässern war Liebe zu einer Vorhersage über gefährdete Bereiche im Stadtgebiet von Gera in der Lage. Diese Arbeiten sind ein sehr frühes Beispiel ingenieurgeologischer Schutzüberlegungen im Zusammenhang mit städtischen Bauplanungen.
Die Stadt Gera war ein anerkanntes Zentrum des Vogelschutzes und Liebe interessierte sich sehr dafür. Neben seiner Vorstandsarbeit in Vereinen veröffentlichte er auch Schriften über Vögel. Er war Gründungsmitglied des Sächsisch-Thüringischen Vereins für Vogelkunde und Vogelschutz. Zusammen mit seiner Frau hatte er zeitweise bis zu 200 Vögel in Pflege und beobachtete ihre Lebensgewohnheiten. Außerdem baute er ein Labor für den physikalischen Unterricht. 1874 leitete er die Ausgrabungen an der Lindenthaler Hyänenhöhle.
Unter seinen mineralogischen Arbeiten sind die Benennung des Eisenwolframats als Ferberit und die chemische Analyse des Beyrichit, was sich in Millerit umwandelt, nennenswert. Ferner untersuchte Liebe einige Diabase des Ostthüringer Raumes nach mineralogischen Gesichtspunkten.

## Ehrungen

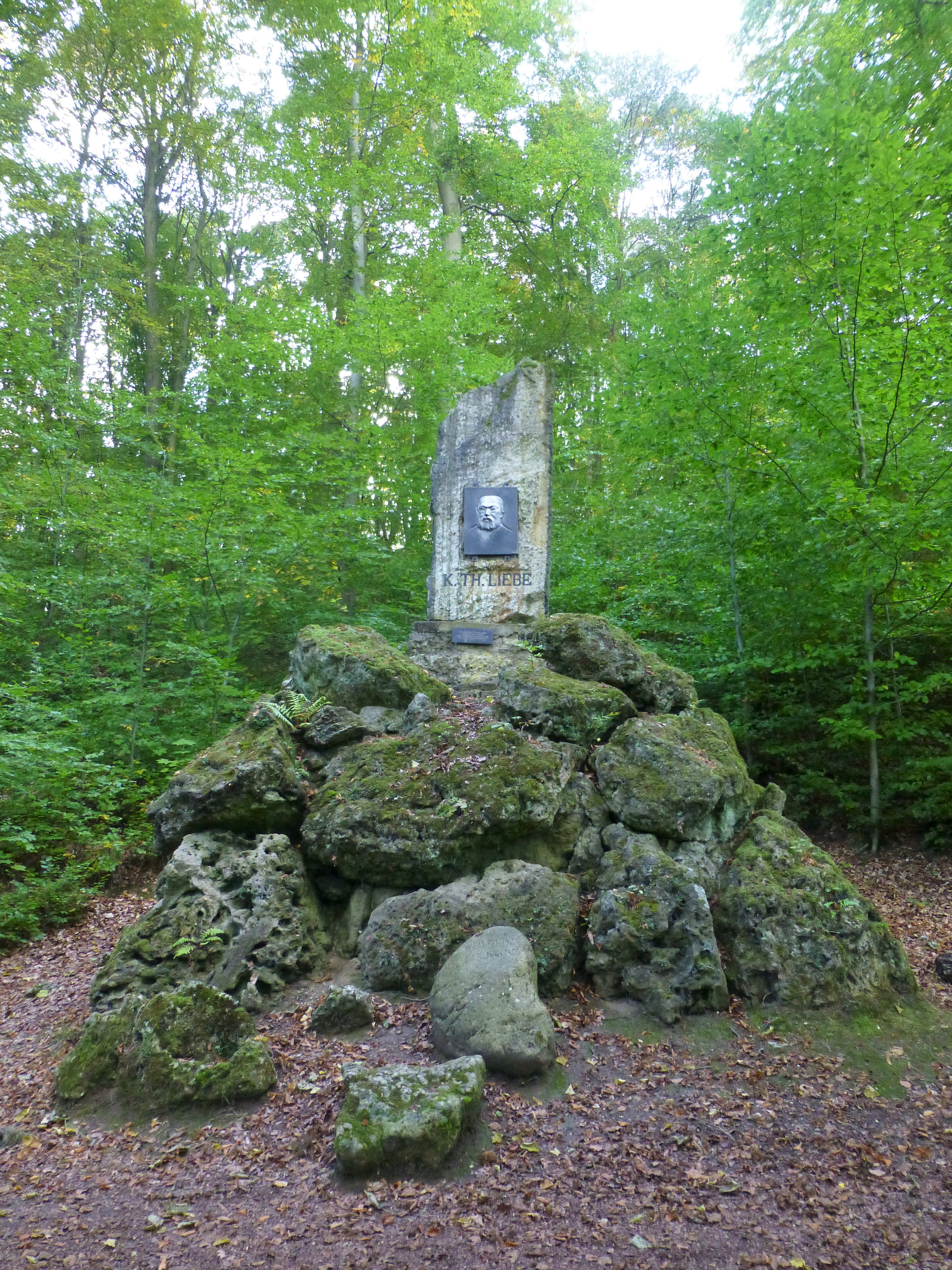
Liebe-Denkmal im Geraer Stadtwald

Im Jahre 1886 bekam er den Titel „Hofrat“ verliehen. Aus Anlass seiner Pensionierung wurde er am 16. März 1894 mit dem Reußischen Goldenen Verdienstkreuz geehrt.
Im Rahmen der Beräumung des alten Trinitatisfriedhofes (seit 1958/59 „Park der Jugend“) wurde sein Grab an den Rand des Parks  verlegt und blieb dort als Gedenkstätte erhalten.
Weiterhin erinnert heute ein Denkmal auf dem Hainberg im Geraer Stadtwald, welches 1896 errichtet wurde, an ihn. An den Vorbereitungen für dieses Denkmal beteiligten sich Heinrich Ernst Beyrich, Hermann Credner, Hanns Bruno Geinitz, Wilhelm Hauchecorne und Ernst Zimmermann.
Seit 1992 trägt das Karl-Theodor-Liebe-Gymnasium in Gera seinen Namen.

## Weiterführende Literatur
- Felicitas Marwinski: Karl Theodor Liebe. Gymnasialprofessor, Geologe und Beobachter der heimischen Vogelwelt (= Beiträge zur Geschichte und Stadtkultur, Bd. 12). Weimar, Jena, 2004  ISBN 3-89807-067-0
- Carl R. Hennicke (Hrsg.): Hofrat Professor Dr. K. Th. Liebes Ornithologische Schriften. Leipzig 1893
- August Rothpletz: Liebe, Karl Theodor. In: Allgemeine Deutsche Biographie (ADB). Band 51, Duncker & Humblot, Leipzig 1906, S. 702 f.